# Pezodrymadusa affinis
Pezodrymadusa affinis is een rechtvleugelig insect uit de familie sabelsprinkhanen (Tettigoniidae). De wetenschappelijke naam van deze soort is voor het eerst geldig gepubliceerd in 1899 door Bolívar.